# NGC 2061
NGC 2061 est un groupe d'étoiles située dans la constellation de la Colombe. 
L'astronome britannique John Herschel a enregistré la position de ce groupe d'étoiles le 9 janvier 1836. Ce groupe d'étoiles occupe une région d'environ 8,0′ par 8,0′